# 마이애미 마타도르스
| 마이애미 마타도르스 | |
| 콘퍼런스            | 남부 콘퍼런스 (1998년~1999년)                                                                           |
| 디비전              | 사우스이스트 디비전 (1998년~1999년)                                                                     |
| 설립연도            | 1998년                                                                                                  |
| 해체연도            | 1999년                                                                                                  |
| 역사                | 루이빌 리버프록스 (1995년~1998년) 마이애미 마타도르스 (1998년~1999년) 신시내티 사이클론즈 (2001년~현재) |
| 경기장              | 마이애미 아레나                                                                                         |
| 연고지              | 플로리다주 마이애미                                                                                     |
| 상징색              | 검정, 금, 하양                                                                                          |
| 구단주              | |
| 단장                | |
| 감독                | |
| NHL 제휴            | |
| AHL 제휴            | |
| 정규시즌 우승       | |
| 콘퍼런스 우승       | |
| 디비전 우승         | |
| 켈리 컵             | |
| 영구 결번           | |

마이애미 마타도르스(Miami Matadors)는 미국 플로리다주 마이애미를 연고지로 하는 1998년부터 1999년까지 ECHL 소속되었던 아이스 하키팀이다.
2001년 연고지를 오하이오주 신시내티 (신시내티 사이클론즈)로 이전했다.

## 역대 홈경기장
| 경기장              | 사용기간      | 수용인원 | 장소                | 비고 |
| ------------------- | ------------- | -------- | ------------------- | ---- |
| 마이애미 마타도르스 |               |          |                     |      |
| 마이애미 아레나     | 1998년~1999년 | 14,703명 | 플로리다주 마이애미 | 빈칸 |